# レノボ・センター
レノボ・センター（Lenovo Center）はアメリカ合衆国・ノースカロライナ州・ローリーにある屋内競技場。

## 概要
1999年10月29日にこけら落とし。開場当初はローリー・エンターテイメント&スポーツ・アリーナの名称であった。NHLのカロライナ・ハリケーンズとノースカロライナ州立大学のバスケットボールの本拠地でもある。かつてはアリーナフットボールのカロライナ・コブラズの本拠地であった。2002年にカナダロイヤル銀行が20年間の命名権を取得しRBCセンターとなっていた。
2011年6月、RBCセンターはPNCファイナンシャル・サービシズ・グループに買収され、同年12月に名称変更を承認。2012年3月15日、PNCアリーナに改称された。
PNCとの命名権契約は2024年8月31日で終了し、近郊のモリスビルに米国本社を置く中国のPCメーカー・レノボが新たに10年間の命名権契約を結び、同年9月より「レノボ・センター」に改称された。